# 原善一郎
原 善一郎（はら ぜんいちろう、1892年4月21日 - 1937年8月6日）は大正、昭和の実業家。
横浜の大生糸商の原富太郎（原三渓）の長男として生まれた。東京府立第三中学校を経て早稲田大学卒業。1921年アメリカ留学。
祖父の原善三郎の養子となり、原合名会社の副社長となる。横浜興信銀行、帝国蚕糸の重役を務める。
芥川龍之介とは東京府立第三中学校（現在の東京都立両国高等学校）における同級生で友人であった。他にも美術、文学の後援者として知られ、岸田劉生、阿部次郎、矢代幸雄、和辻哲郎、安倍能成との親交が知られる。